# Baou

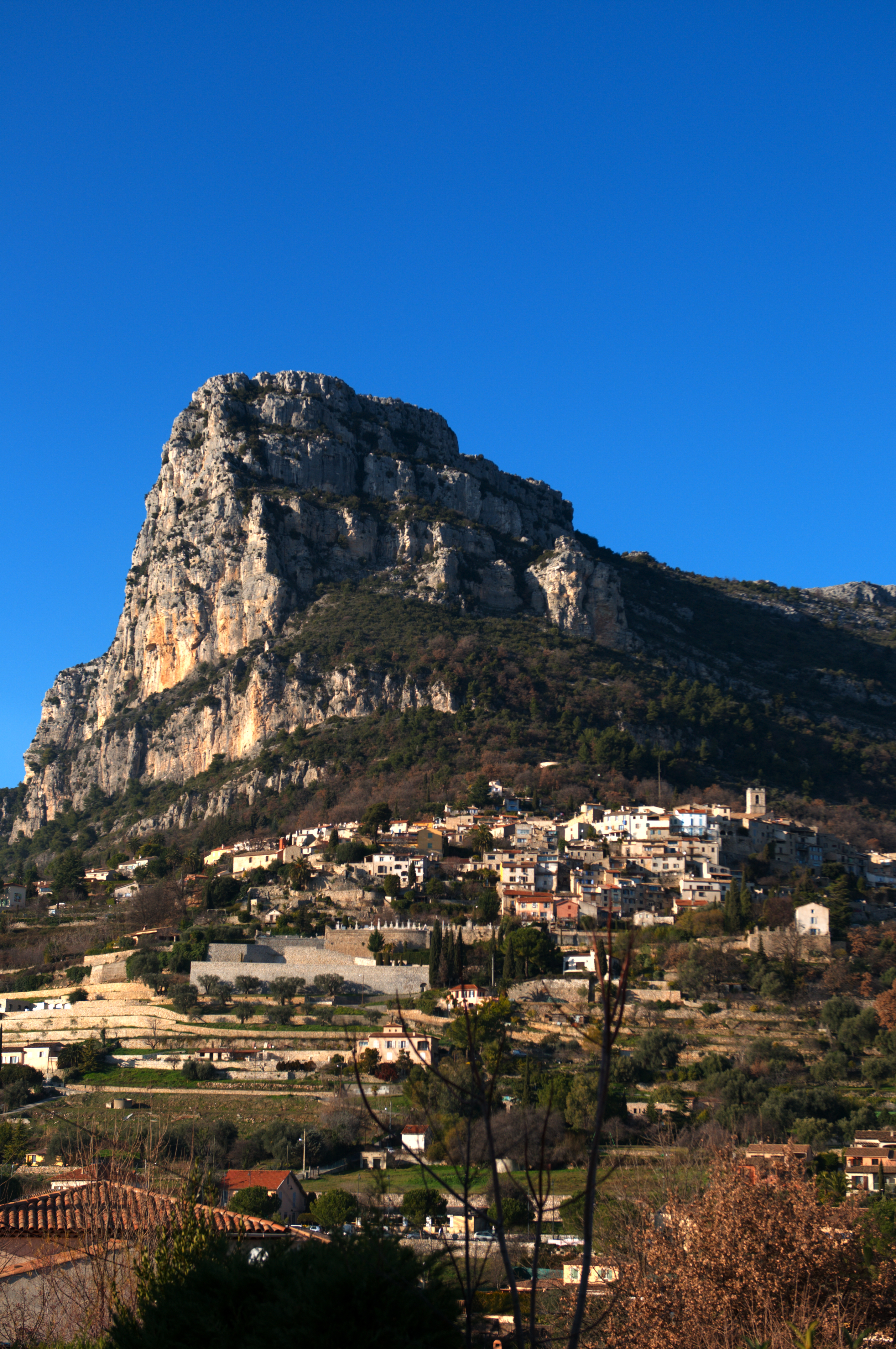
Le baou de Saint-Jeannet, dans les Alpes-Maritimes.

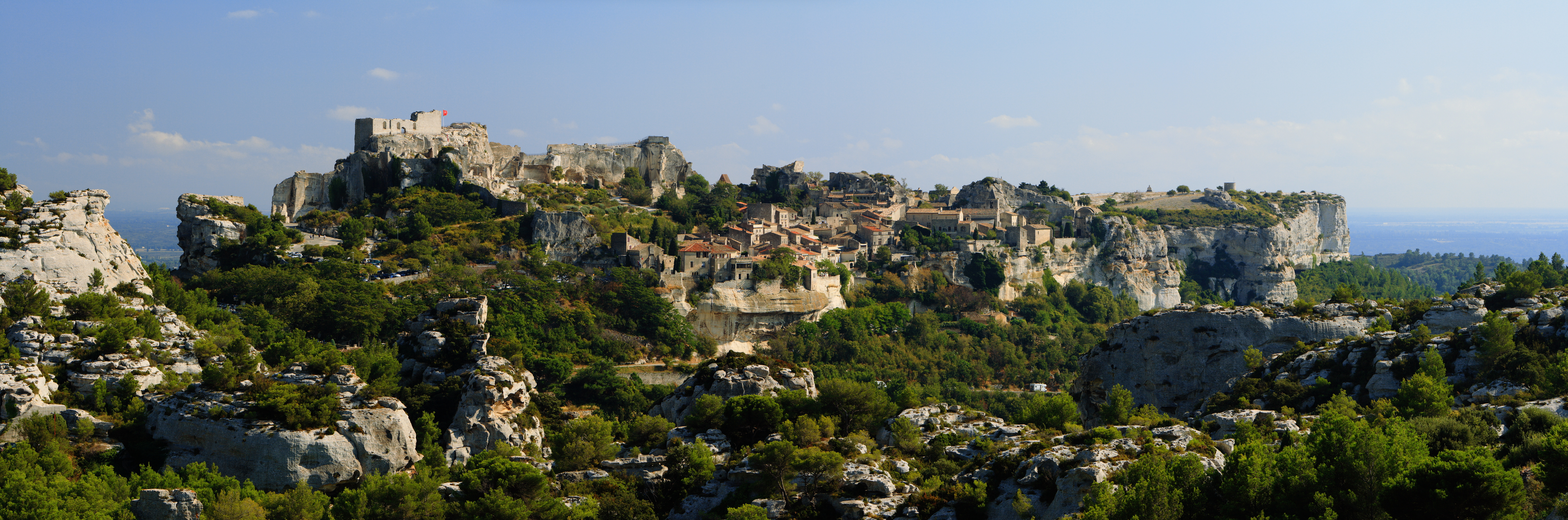
Les Baux-de-Provence, dont le nom a la même origine que le terme « baou ».

Un baou ou bau est une colline, une falaise ou un escarpement qui possède souvent un sommet plat. Ce terme est principalement utilisé dans le sud de la France ; la graphie « baou » se rencontre plutôt en Provence ; dans le sud-ouest de la France (Hautes-Pyrénées, Languedoc), la graphie « bau » est plus courante.

## Étymologie
Le terme vient du provençal baus (bauç selon la norme classique), prononcé « baou » avec accent tonique sur le « a », signifiant aplomb, falaise ou escarpement rocheux,.
Le pluriel de « baou » prend un « s » : « baous ».

## Exemples
- Alpes-de-Haute-Provence :
  - Baou Béni

- Alpes-Maritimes :
  - Baou des Blancs
  - Baou de la Frema
  - Baou de la Gaude
  - Baou des Noirs
  - Baus-Roux
  - Baou de Saint-Jeannet

- Bouches-du-Rhône :
  - Baou de la Saoupe
  - Les Baux-de-Provence
  - Baou de Saint-Marcel

- Var :
  - Baou de Quatre Ouro